# Pelmeni
Pelmeni (pronunciació en rus: [pʲɪlʲˈmʲenʲɪ] ; rus: пельмeни —Plural, пельмень pronunciació en rus: [pʲɪlʲˈmʲenʲ] —singular) són unes boletes tradicionals de la cuina russa que consisteixen en un farcit embolicat en massa fina i sense llevat. El debat sobre el lloc d'origen exacte és ben actiu i reivindicat per Ural i Sibèria. Els pelmeni s'ha descrit com "el cor de la cuina russa".

## Ingredients
La massa es fa amb farina i aigua, afegint de vegades una petita porció d'ous.
El farciment pot ser carn picada (porc, xai, vedella, peix o qualsevol altre tipus de carn, la carn de cérvol és particularment tradicional per a les regions més fredes) o bolets. La barreja de diferents tipus de carn també és popular. La recepta tradicional d'Umurt demana una barreja de 45% de vedella, 35% d'ovella i 20% de porc. Al farciment es barregen diverses espècies, com ara pebre negre, ceba tallada a daus i all. Se solen cobrir de crema agra, maionesa, anet, ceba vermella o vinagre, tots tradicionals a la regió i que es poden produir en el clima siberià.
Afegir petites quantitats de col, tomàquet i rave picant a la picada és habitual en algunes regions.
La temperatura i la humitat tenen un impacte considerable sobre la consistència i l'estabilitat de la massa.

## Origen i història
El primer esment d'un plat similar a les boles de massa prové de l'antiga Grècia, però la regió dels Ural sembla ser el lloc d'origen del pelmeni. La paraula pelmeni es deriva de pel'n'an ' (пельнянь) —literalment "pa d'oïda" en les llengües natives Komi i Udmurt finògraf. No és clar quan van entrar els pelmeni a les cuines dels pobles indígenes siberians i quan van aparèixer per primera vegada a la cuina russa. Una teoria suggereix que el pelmeni, o boles de massa farcides bullides en general, es va originar a Sibèria, possiblement una adaptació simplificada del xinès jiaozi (en alguns dialectes es diu Bāomiàn "包 麵 / 包 面"). Una altra teoria suggereix que els mongols van portar els pelmeni a Sibèria i els Urals, des d'on es van estendre gradualment fins a l'Europa de l'Est. Pelmeni es va fer especialment popular entre els caçadors russos.
Els pelmeni són particularment bons mitjans per conservar ràpidament la carn durant el llarg hivern siberià, especialment eliminant la necessitat d'alimentar el bestiar durant els llargs mesos d'hivern. Així, malgrat el seu origen uràlic, els pelmeni van estar molt influenciats per la manera de cuinar siberiana.

## Diferències

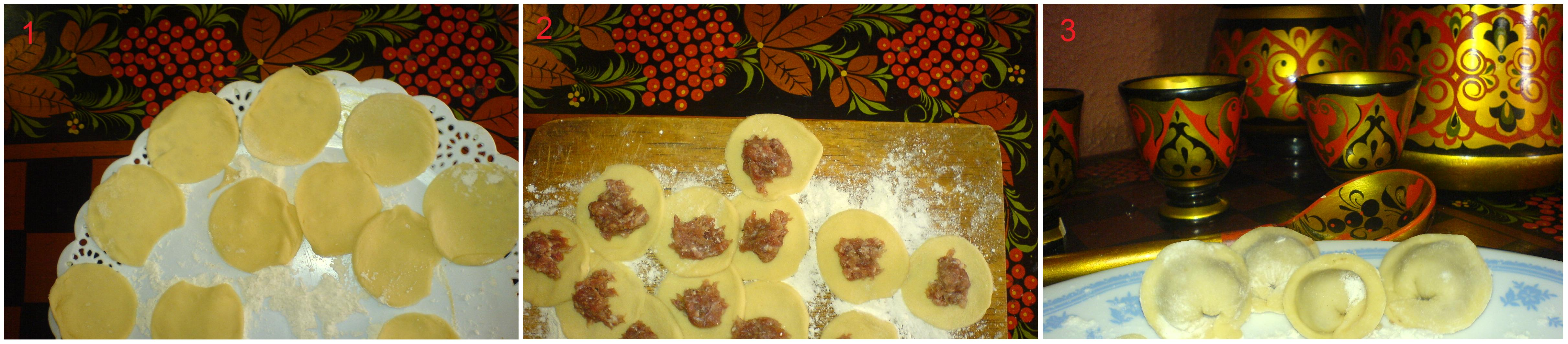
Preparació de pelmeni

Els pelmeni pertanyen a la família de les boletes i estan relacionats amb el pierogui ucraïnès i uszka polonès. Als Estats Units i al Canadà, el terme pierogui o perogies s'utilitza sovint per descriure tot tipus de boletes de l'Est d'Europa, independentment de la forma, mida o farciment. Pelmeni també són similars al bansh mongol, al jiaozi xinès (cantonès gaau) o al xinès húndùn (cantonès wontan). Són cosins a la armènia, turca i el kazakh Manti, el nepalès i tibetà momo, els uigurs i uzbeka chuchvara, la coreana Mandu, la japonesa gyoza, la italiana tortellini i ravioli, i de Suàbia Maultasche. Una mica semblants són les empanades fregides o al forn que es troben a les cultures d'influència hispànica.
La diferència més important entre pelmeni, varenyky i pierogi és el gruix de la closca de la massa; en pelmeni i vareniki aquest és el més prim possible i la proporció d'ompliment respecte a la massa sol ser més elevada. Els pelmeni no se serveixen mai amb un farciment dolç, que els distingeix del vareniki i del pierogi polonès, que de vegades sí. A més, els farciments de pelmeni solen ser crus, mentre que els farcits de vareniki i pierogi solen estar precuinats.
La diferència principal entre els pelmeni i els momos és la seva mida: un pelmeni típic mesura entre 2 a 3 centimetres (0.79 a 1.18 in) de diàmetre, mentre que els momos solen tenir almenys el doble d'aquesta mida.

## Diferències regionals

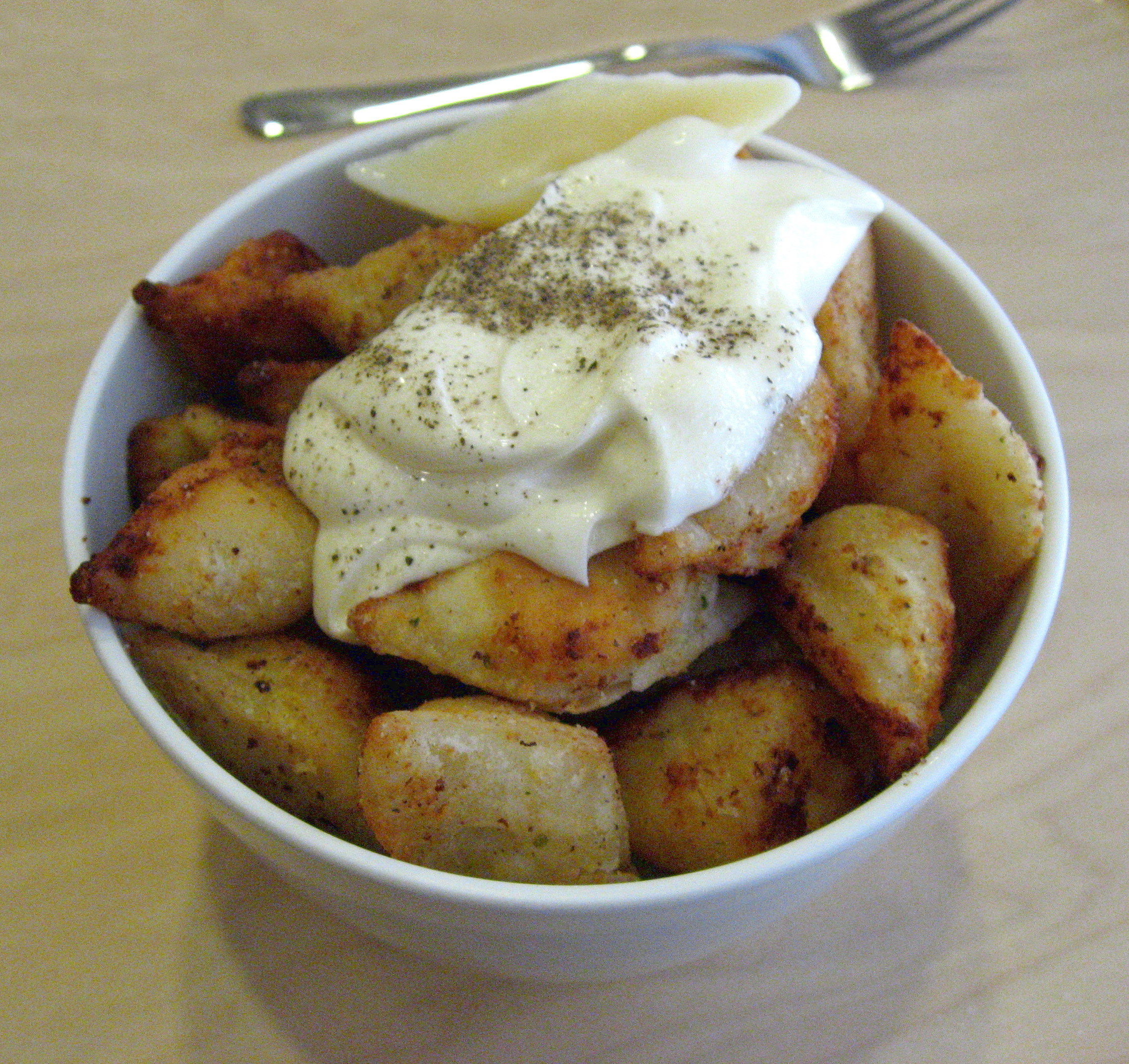
Pelmeni fregit amb crema de llet, servit a Letònia

A Sibèria, els pelmeni es congelen tradicionalment a l'aire lliure a l'hivern i es tracten com a aliments conservats. Els caçadors o exploradors que anaven cap a la taiga portaven sacs de pelmeni congelat amb les seves provisions com a menjar fàcilment cuiner i no perible. Els pelmeni es poden conservar congelats durant molt de temps i es preparen immediatament abans de menjar bullint-los en aigua salada fins que floten i després de dos a cinc minuts més. Existeixen diferències regionals en l'ebullició del pelmeni. Als Urals, sempre es bullen amb aigua, mentre que a Sibèria es bullen amb aigua salada o de vegades brou de carn o de pollastre. Els pelmeni cuits se serveixen sols o es cobreixen amb mantega fosa o smetana (crema agra). També són populars la mostassa, el rave picant, la salsa de tomàquet i el vinagre. La gent de l'Extrem Orient rus generalment afegeix salsa de soja. Algunes receptes suggereixen fregir pelmeni després de bullir fins que es tornin rossos. El pelmeni també es pot servir en una sopa clara, tot i que a Sibèria això es considera de mal gust i els pelmeni es colen acuradament abans de servir-los. A la cuina tàrtara, Pilmän (l'equivalent tàtar de pelmeni) és un plat tradicional, on sempre s'han servit amb sopa clara i s'han afegit anet o altres herbes acabades de tallar. Pelmeni també forma part de la cuina polonesa.
Els pelmeni, congelats, es poden trobar a les botigues d'aliments russos i ucraïnesos, així com a qualsevol lloc on hi hagi comunitats russes. Els paquets de pelmeni congelats solen etiquetar-se "pelmeni siberians" a causa de la pràctica siberiana d'emmagatzemar i transportar pelmeni en forma congelada. Els pelmeni comprats a la botiga es fabriquen amb maquinària industrial, bona part dels quals són fabricats per empreses italianes com Arienti i Cattaneo, Ima, Ostoni, Zamboni, etc. Aquests pelmeni solen pesar al voltant de 15 grams (½ oz) cadascun i semblen una versió més gran de tortellini, per això, per a la producció industrial, s'utilitzen habitualment màquines de pasta italiana. Pelmeni també es fabriquen habitualment a casa. La forma més fàcil (encara que una mica laboriosa) és simplement fer-les a mà; molts cuiners utilitzen "fabricants de pelmeni" especialitzats (en rus: пельменница, pelmennitsa), que són essencialment motlles que s'assemblen a motlles de magdalenes o motlles de ravioli, cosa que permet fer ràpidament algunes dotzenes de pelmeni a partir de dos fulls de massa i una quantitat de carn molta.
En la cultura moderna russa, belarussa i ucraïnesa, i també als estats bàltics i Polònia, els pelmeni comprats a la botiga es consideren una mena de menjar de conveniència i s'associen als estils de vida dels estudiants o solters, igual que els ramen instantanis. Els pelmeni es perceben com a aliment nutritiu i saludable.